# Axonopus jeanyae
Axonopus jeanyae är en gräsart som beskrevs av Gerrit Davidse. Axonopus jeanyae ingår i släktet Axonopus och familjen gräs.
Artens utbredningsområde är Panamá. Inga underarter finns listade i Catalogue of Life.